# 大和田紗羅
大和田 紗羅（おおわだ さら、1994年6月7日 - ）は、日本女子プロゴルフ協会会員A級ティーチングプロ、2022年ドラコン世界女王。
ドラコンの最大飛距離は342ヤード（2022年時点）。身長163cm。

## 略歴
福島県郡山市出身。福島県立富岡高等学校卒業。
15歳からゴルフをはじめ、日本女子プロゴルフ協会のプロテスト合格を目指していたが、2016年、22歳のときにプロテストを諦め、その後5年をかけて2021年に日本女子プロゴルフ協会のティーチングライセンスを取得した。同年8月にはドラコン競技への挑戦を決意し、筋トレに励む。その結果、体脂肪率を1年で5～6%落とすことに成功する。また、ドラコンについては松本一誠の指導を受けている。
2022年9月8日から9月9日にかけて那須小川ゴルフクラブ（栃木県那須郡）で開催された『PLDA女子ドラコン世界選手権』において、日本人として初となる優勝を果たした。記録は258.7ヤードであった（2分半以内に6球を打ち、有効計測幅内に入ったベスト3球の平均値）。